# Ernst Barth (Pädagoge)
Ernst Barth (* 1. März 1909 in Chemnitz; † 27. Juli 1992 ebenda) war ein deutscher Pädagoge und Heimatforscher des Erzgebirges.

## Leben
Barth lernte nach dem Besuch der Handelsschule den Beruf eines Kaufmanns in einer Lebensmittelgroßhandlung und war danach als kaufmännischer Angestellter in einer Textilfabrik in Württemberg tätig. 1932 kehrte er nach Chemnitz zurück und arbeitete im väterlichen Geschäft. 1939 holte er das Abitur nach. Im Zweiten Weltkrieg wurde er einberufen und geriet in Kriegsgefangenschaft. Nach seiner Entlassung bewarb er sich Ende 1945 erfolgreich als Neulehrer für Englisch und Deutsch an der späteren Karl-Marx-Schule in Chemnitz. 1946 trat er in die neu gegründete SED ein.
Ab 1949 war Barth nebenberuflich als Geschichtslehrer an der Abendoberschule, der späteren Volkshochschule in Chemnitz tätig. 1953 legte er das Staatsexamen in Geschichte ab und begann auf dem Gebiet der Chemnitzer Stadtgeschichte zu arbeiten und zu publizieren.
1968 promovierte er zum Dr. rer. oec. und übernahm noch im gleichen Jahr das Lektorat für Politische Ökonomie im Grundlagenstudium an der Pädagogischen Hochschule „Ernst Schneller“ in Zwickau. Er war Redaktionsmitglied der Erzgebirgischen Heimatblätter.

## Werke
- Barth verfasste weit über 200 Beiträge für die Sächsischen Heimatblätter, den Heimatfreund für das Erzgebirge, Unsere Heimat und die Beiträge zur Stadtgeschichte von Karl-Marx-Stadt.
- Auswahlbibliographie der Jahre 1945 bis 1967 zur Geschichte von Karl-Marx-Stadt bis 10. Mai 1953, Karl-Marx-Stadt 1968 (Beiträge zur Heimatgeschichte von Karl-Marx-Stadt, 17)
- Ernst Barth (Hg.) Karl-Marx-Stadt. Ergebnisse der heimatkundlichen Bestandsaufnahme im Gebiet von Karl-Marx-Stadt. Berlin: Akademie-Verlag, 1979, 1. Aufl., (Werte unserer Heimat, Band 33)

## Auszeichnungen
- Johannes-R.-Becher-Medaille des Kulturbundes der DDR
- Medaille „Für ausgezeichnete Leistungen“